# برج النهضة

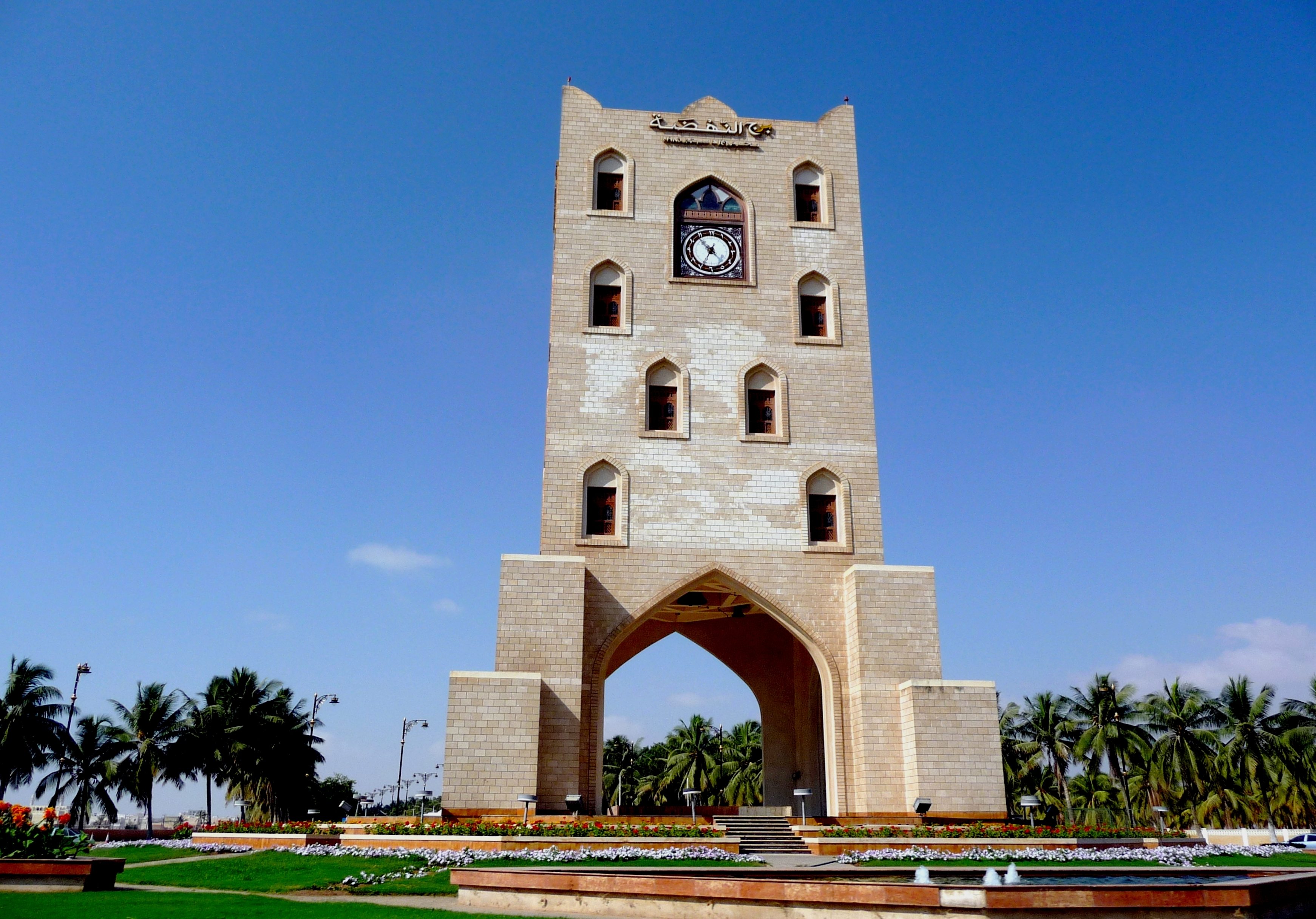
برج صلالة

برج النهضة هو برج في مدينة صلالة في سلطنة عمان، شيد البرج في عام 1985م. يتوسط البرج قلب المدينة النابض بالحياة الاقتصادية، وكذلك يتوسط البرج الطريق المؤدي إلى مطار صلالة، وقد روعي في تصميم البرج بحيث يتسم بالطابع التراثي والحضاري للمدينة.